# Thomas Clarkson
Pour les articles homonymes, voir Clarkson et Tom Clarkson.
Thomas Clarkson, né à Wisbech dans le Cambridgeshire (Angleterre) le 28 mars 1760, mort à Playford, près d'Ipswich dans le Suffolk le 26 septembre 1846, était un abolitionniste anglais anglican.
Il consacra sa vie à combattre l'esclavage. Boursier à Cambridge, il se révéla très tôt préoccupé par la question de l'esclavage et s'engagea dans une enquête approfondie, sur le terrain, dans les ports anglais qui vivaient du commerce des esclaves, pour recueillir un maximum d'informations et de témoignages sur la barbarie de la traite et les utiliser au service de la propagande abolitionniste de l’Anti-Trade Slavery Society (ATSS). Sa grande longévité fit de lui un pilier du mouvement abolitionniste britannique, sur lequel son influence fut toujours très importante. Au-delà, il se fit « le conseiller permanent et quasi infatigable des sociétés antiesclavagistes qui se créèrent sur le modèle de l'organisme britannique, sillonnant jusqu'à un âge avancé toute l'Europe, à la rencontre des personnalités impliquées dans la lutte contre la servitude, présidant comités et conventions ». Il fut proclamé citoyen français par l’Assemblée nationale législative le 26 août 1792.

Il apparaît dans la série Alma (roman) de Timothée De Fombelle.

## Un grand propagandiste au service de la cause abolitionniste
Membre de l’Anti-Trade Slavery Society (ATSS), Clarkson joua un rôle essentiel dans la mobilisation de l'opinion publique britannique, en déployant une efficace propagande auprès de la population britannique en vue de la convertir à la lutte contre l'abolition de la traite négrière, et au-delà, de l'esclavage : diffusion d'information, organisation de comités abolitionnistes locaux ou de conférences, et plus largement élaboration d'un argumentaire bien huilé. Pris comme modèle pendant un demi-siècle par tous les abolitionnistes d'Europe, ce bréviaire de l'anti-esclavagiste réunissait des considérations morales et religieuses à des arguments d'ordre économique. Il récupérait ainsi des objets d'artisanat fabriqués par les esclaves pour démontrer leur talent et créer un sentiment de proximité avec eux auprès de la population anglaise.

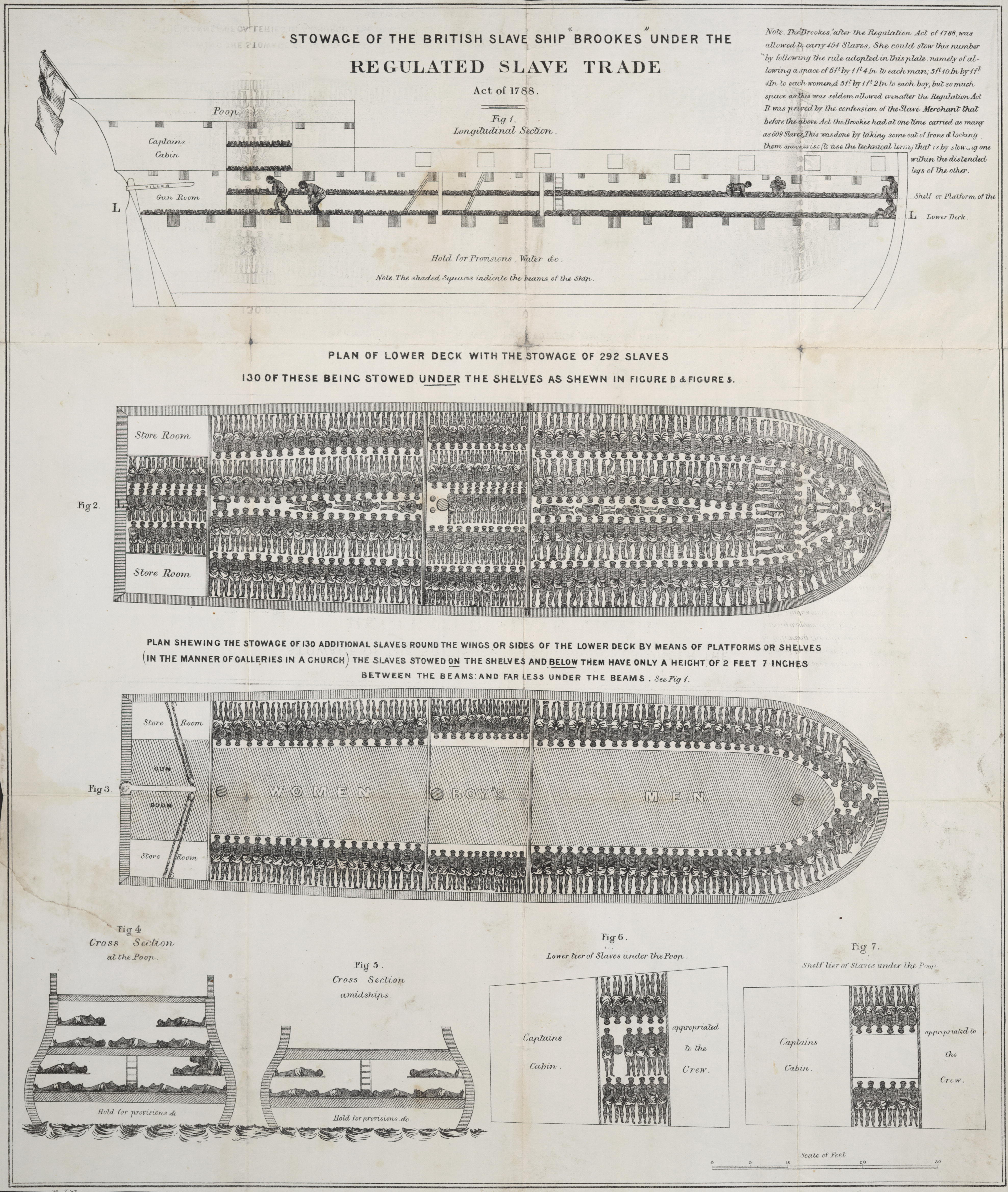
Plans du navire négrier Brookes

Thomas Clarkson, n'hésitait pas à faire la chasse aux documents susceptibles de démontrer le caractère intolérable des conditions de la traite, non sans « certaines exagérations dans le discours, parfaitement adaptées, cependant, à une Europe de plus en plus portée par la vague du « sentiment » ». Ainsi, il enquêta à plusieurs reprises dans le grand port négrier britannique qu'était alors Liverpool, interrogeant les marins et visitant les navires, ce qui n'était d'ailleurs pas sans danger : lors d'une ces visites, il faillit périr noyé au bout d'une jetée d'où l'avaient poussé des marins mécontents. Il obtint néanmoins en 1788 un document précieux dont il sut faire bon usage pour stigmatiser la traite : les plans du navire négrier Brookes lui permirent d'en faire une représentation parlante par son apparente froideur, susceptible de démontrer que les idées abolitionnistes ne reposaient pas sur de simples préjugés alarmistes à propos de la condition des esclaves, mais bien sur une connaissance précise des réalités de la traite. En effet, Clarkson fit le choix de ne pas représenter « un esclave, comme on s'y était habitué avec la mode du sentiment propre au XVIIIe siècle, mais une multitude d'esclaves, indifférenciés, parqués comme des animaux, à même le bois du navire, de la manière la plus froide et la plus rationnelle possible, en dehors de toute idée d'humanité. ». On distinguait sur ce document la place disponible pour chacun des 454 esclaves que pouvaient transporter le navire. Sur la figure centrale, le choix de superposer les niveaux de captifs, répartis en fait sur plusieurs étages du fait des plates-formes, procurait une impression frappante d'entassement des hommes, d'autant plus insupportable que l'on savait la traversée durer trois mois. Ce type de document, qui connut du reste un grand succès, illustre la volonté des abolitionnistes en général et de Clarkson en particulier d'articuler arguments concrets et chiffrés d'une part, appel à la sensibilité du public d'autre part : c'est « en insistant sur la dimension pathétique de la traite » mais également en s'appuyant sur la présentation froide et rationnelle « des preuves pour eux irréfutables la barbarie de la traite », que « les abolitionnistes l'ont emporté sur le terrain de la morale ». 
Thomas Clarkson était partisan d'une abolition graduelle de l'esclavage, considérant que les esclaves devaient être préparés à la liberté, notamment par l'apprentissage des principes élémentaires du christianisme.